# Lemon Grove
Lemon Grove ist eine Stadt im San Diego County im US-Bundesstaat Kalifornien, Vereinigte Staaten. Das U.S. Census Bureau hat bei der Volkszählung 2020 eine Einwohnerzahl von 27.627 ermittelt. Das Stadtgebiet hat eine Größe von 9,8 km² und befindet sich an den California State Routes 94 und 125.
Lemon Grove liegt nordöstlich von San Diego am südlichen Ende von Kalifornien.